# School Days (アニメ)
『School Days』（スクールデイズ）は、オーバーフローの同名のアダルトゲームを原作とした日本のテレビアニメ。主人公とメインヒロイン2人を中心にした三角関係とその末路が描かれた内容となっている。
2007年7月から同年9月まで、独立UHF局などで全12話が放送された。2012年現在は全話を収録したDVDシリーズが発売されている他、ネット配信が行われている。

## ストーリー
榊野学園高等学校へ通う伊藤誠は、以前から同じ通学電車に乗る桂言葉のことを気にかけていた。そんなある日、誠は学園に伝わる「好きな相手を携帯電話の待ち受け画面にして、3週間隠し通したら想いが叶う」というおまじないを実行したものの、その日の内に隣席の西園寺世界に見つかってしまう。事情を知った世界はお詫びという名目で、誠と言葉の間を取り持つこととなり、2人はめでたく交際することとなる。
しかし、2人の関係はすれ違いの連続で、誠は次第に言葉との交際を疎むようになる。一方で、たびたび助言を授けてくれる世界に欲情するようになる。そして世界もまた、徐々に秘めていた誠への想いを抑えられなくなり、遂には彼と肉体関係を結んでしまう。その一方で誠は自制心を失い、次々と他の女子とも肉体関係を結んでいく。
物語の終盤では、世界から妊娠を告げられ、誠は学校での居場所を失い、自分を孤立させる。世界は誠が戻ることを期待していたが、逆に誠は言葉とヨリを返す。そして言葉から妊娠検査を提案されたことで動揺し、世界は誠を刺し殺す。後に言葉が誠の遺体を発見すると、死んだはずの誠を装って世界を呼び出し、言葉は世界を殺害する。その後言葉は切断された誠の頭部を抱えたたままヨットで海に姿を消す。
エピローグでは物語冒頭の誠の独白とともに、誠、世界、言葉のいない榊野学園で何事もなかったかのように普通の学校生活を送る登場人物達が描かれ、それまでの展開からは想像もできないような穏やかな雰囲気のまま、物語が終わる。

## 登場人物
伊藤 誠（いとう まこと）
声 - 平川大輔
制作スタッフの意向により、中盤から負の面が強調されている。物語終盤、世界・言葉の三角関係に嫌気が差し、加藤乙女・黒田光・乙女の取り巻き達・その他の女子生徒達との性的快楽へ逃避していく。しかし、世界が公衆の面前で「妊娠した」と暴露したことにより、校内で孤立してしまう。最終的には言葉の自分に対する気持ちを再認識してそれまでの行いを悔い改め、再び彼女と向き合う決意をするが、世界は受け入れず、逆上した彼女に刺殺された。遺体の頭部は言葉の手で切り取られ、死後も言葉と行動を共にする。エピローグは、第1話冒頭と同じ誠のナレーションで締められた。
誠の最期について、平川大輔は「DVDの第12話が、皆さまに見ていただきたかった『1つの完成形』だと思っています。ただ、DVDの12話は『School Days』という作品における1つのエンディングでしかないと、僕は考えているんです。皆さんの中に、それぞれのエンディングがきっとあるんじゃないかなーと。今回の12話は、その中の1つというか、1ページというか、そんなふうにとらえて、記憶にとどめていただけると嬉しいなと思ってます」と述べている。
また、世界を演じた河原木志穂は「平川さん（主人公・伊藤誠役）の死にっぷりが素敵で、そのおかげでテンションがすごく上がった」と述べている。なお、所持している携帯電話は監督の元永慶太郎が当時使っていた機種がモデル。
西園寺 世界（さいおんじ せかい）
声 - 河原木志穂
序盤こそ誠と言葉の双方にアドバイスを送っていたが、その過程で自身も誠への想いが徐々に抑えられなくなり、中盤で彼と肉体関係を結んでしまう。しかし、誠が他の女子とも関係を結んでいると知った途端、家に引きこもってしまうなど、原作以上に精神面の弱さが目立った。最終話では、誠が言葉を選んだことに逆上し、包丁でめった刺しにして殺害。その直後、再び精神崩壊に陥った言葉の報復に遭い、鋸で惨殺された。これはPC版に存在するエンディングが元となっているが、漫画版やHQ版には世界が言葉を殺害するエンディングも存在する。
河原木志穂はAT-Xでのテレビアニメ版最終話放送後に「私は世界大好きなんですけど（笑）、世界は根がすごいいい子だし、素直で思いやりもある。だけど…やっぱり恋愛の怖さと言うか、言葉に悪いって思っていても、それ以上に感情のほうが勝ってしまってセーブが効かなくなっちゃう――普通の女の子ですよね。刹那の存在だったり、何かによって支えられて表面的には明るくしていても、支えがなくなってしまうと本当に脆い…。そんな人間くさいところが魅力だと思います」「可哀想です。腹黒くないですよ。でも、言葉側から見たら絶対に泥棒猫ですよね。視聴者の目線って言葉側にあるんだろうなっていうのをすごく感じた」と述べている。
桂 言葉（かつら ことのは）
声 - 岡嶋妙
原作における不幸を一途に担う役回りとなっている。誠の裏切りや世界の身勝手な行いなどが原因となり、終盤にて精神崩壊へ陥ってしまう。その後は誠の改心で一度は立ち直るものの、世界に彼を刺殺されて再び精神崩壊へ到達。鋸で誠の遺体から頭部を切断して持ち出し、彼の仇として世界を惨殺する。最後は、ヨットに揺られながら行方不明となって本作の幕が閉じられた。なお、最終話の試写会後、ソフマップではこの鋸を手に佇む全裸の言葉がごとうじゅんじによってPCリニューアル版や『Summer Days』の通常版の特典テレホンカードへ描き下ろされ、話題となった。
清浦 刹那（きようら せつな）
声 - 井本恵子（現：井本ケイ）
物語中盤から誠と世界の仲を取り持つべく憎まれ役に徹し、他の媒体と役回りが最も異なるキャラとして描かれた。結果的にそれら行動が事態の悪化を招いたため、刹那のファンから顰蹙を買うことになった。世界には黙ってパリに出立。最終話で世界の心の中に再登場し、差別的かつ辛辣な態度で彼女が犯した過ちを厳しく非難した。
加藤 乙女（かとう おとめ）
声 - 永見はるか
後夜祭時に誠との初体験こそ叶うものの、彼の口から世界の存在を聞いて以降、セックスフレンドという割り切った関係に定着する。しかし、終盤にて誠への執心が元となり、取り巻きたちから見切られてしまい、さらに堕落の一途を辿る彼の姿に失望し、身を引く決意をする。また、間接的にではあるが事態の悪化を招く一端を担うこととなった。この結末について、永見はるかは「彼女は11話で、誠を“卒業”してまして。過去の恋を、無事に終わらせることができてよかったかなって。……無事?（笑）」と述べている。なお、DVD第5巻通常版では他の全巻ジャケット画を飾る世界や言葉に代わり、自らの取り巻き達と共に4人だけでジャケット画を飾っている。エピローグでは女子バスケ部で活動している姿が描かれた。
黒田 光（くろだ ひかり）
声 - 田中涼子
PC版の貞操観念についてはテレビアニメ版にも反映されており、物語終盤に誠を叱責しようと訪れた伊藤家で彼に篭絡されてしまい、セックスへ至ったことが示唆される。また、その後日にも第二理科室で同様のことが示唆されるなど、唐突な形での肉体関係が描かれている。やがて、世界の妊娠騒動を経て誠から手を引いた後、最終話エピローグでは愛と共に歩く姿が描かれている。
甘露寺 七海（かんろじ ななみ）
声 - たかはし智秋
言葉に対して言いがかりをつけるが、PC版の一部ルート同様、休憩室で行った恭一との性的ロールプレイを知恵達に盗撮されて上映会で流された結果、求心力を失う。
乙女の取り巻き達
ゲーム版での設定に準じる一方、性的快楽へ逃避する誠を酷悪に描写するための役としても設定されており、オープニングアニメーションから世界・言葉・刹那・乙女・光・七海と同様に素肌を晒したバストアップ姿で登場する上、物語終盤には誠との関係に焦燥する乙女を見限って彼と一斉に肉体関係を結ぶという、セックス要員としての設定が一部復活した形となっている。
小渕 みなみ（おぶち みなみ）
声 - 栗林みな実
セックス当日の伊藤家で待ち構えていた誠・夏美・来実に躊躇するなど、実体験には消極的な一面を見せる一方、誠から手を引いた後日には来実の彼氏とのセックスを目論む夏美に歓喜して来実を困惑させるなど、積極的な一面も見せるようになる。
小泉 夏美（こいずみ なつみ）
声 - 古原奈々
自分達へ横暴な態度を取るようになった乙女を平気で見限ると、彼女への性的な対抗心からも誠の性的能力に着目する。その旨を校舎内でみなみや来実へ話した途端、階下へ降りてきた誠と鉢合わせるという偶然も重なり、自らが中心となって彼とのセックスをみなみや来実へ提案する上、それが叶う当日の伊藤家では胸元や両肩を大きく露出させた服装で誠や来実と共にみなみを出迎える。また、誠から手を引いた後は早々に来実の彼氏とのセックスを目論み、嬉々としながら来実へ彼氏の提供を迫ったため、歓喜したみなみと共に来実を困惑させている。
森 来実（もり くみ）
言葉をいじめる際に口頭で責めるだけでなく激昂して手を上げようとしたり、上映会の際に休憩室での彼氏との様子を流されても平然と惚気てみせる。また、誠から手を引くことをみなみや夏美に提案された際には、自分と共に彼とのセックスを楽しんだにもかかわらず掌を返した彼女達と違い、露骨に誠の性的能力を惜しむ一面も見せる。

澤永 泰介（さわなが たいすけ）
声 - 松本吉朗
PC版の一部のルート同様、言葉を強姦。だが翌日誠に謝罪されたことで自信を取り戻した言葉に完全に振られる。
田中 一郎（たなか いちろう）
声 - 千々和竜策
PC版では名前が不明だったため、クラス一覧への掲載に際してテレビアニメ版スタッフが「一郎」と設定した。
伊藤 止（いとう いたる）
声 - 宇和川恵美（ドラマCD『Vol.1 ヒ・ミ・ツの花園』のみ）
テレビアニメ版には直接登場せず「誠の妹が居る」と他人の台詞で語られるのみだが、ドラマCD版には登場している。
西園寺 踊子（さいおんじ ようこ）
声 - 亜城めぐ
桂 心（かつら こころ）
声 - 亜城めぐ
年齢設定は11歳。最終話では、伊藤家に赴く最中の言葉とじゃれ合うシーンが描かれた。
桂 真奈美（かつら まなみ）
声 - 久嶋志帆
言葉の父（ことのはのちち）
声 - 永野善一
井伊 卯月（いい うづき）
声 - 安倍ようこ
学園祭中の榊野学園を心と一緒に訪れる。誠と世界のクラスの模擬店に入り、誠・世界の発言から2人と言葉の複雑な三角関係を見抜き、状況を今一つ理解できない心を子ども扱いする。
二条 一葉（にじょう かずは）
声 - 亜城めぐ
最終話エピローグの1シーンに登場する。
二条 二葉（にじょう ふたば）
声 - 北原美和
最終話エピローグの1シーンに登場する。

## 制作
アニメ化の企画については、発売以降たびたび上がっていたが、その大半が「いかに惨劇を回避するか」という内容であった。そんな中、TNKの「とにかくショッキングに行きたい」という惨劇ありきの案が採用され、制作開始となる。監督の元永慶太郎も「最初からハッピーエンドだけは考えていませんでした」と述べている。
こうして完成したTVアニメ版は、メインキャラの三角関係を中心とした壮絶な愛憎劇に仕上がり、スーパーバイザーを務めたオーバーフロー代表・メイザーズぬまきちも「100点と言えるくらい」と評価している。
キャラクターデザインはごとうじゅんじによって一新され、肉感的かつ大人びた絵柄となった。中でも「肌の色味」が見直されており、物語序盤ではエピソードごとの違いが見て取れる。ただし、第11話以降は意図的に原作と同じ色味へ変更された。
作品の性質上、登場キャラクターの多くは負の面が強調され、とりわけ主人公の誠に関しては、シリーズ構成の上江洲誠の発案で「最低な奴」として描かれている。例として、世界が誠に妊娠したと告げるシーンでは、「何でもっと早く言わなかったんだよ」と誠が応じる原作に対し、TVアニメ版では妊娠したこと自体を激しく責め立てるセリフに変更されたうえ、つわりで気持ち悪くなった世界を放置するシーンが追加されている。
ストーリー序盤から性的描写が多かったうえ、中盤以降は描写が露骨となっていき、AT-Xでは第9話以降に視聴年齢制限が設けられた。
なお、本放送時の第4話以前のオープニングアニメーションには世界と言葉のバストアップ時に乳首が映っていたが、第5話以降は映らないようにトリミング処理が施されている。
次回予告では、携帯電話の画面を通じて文字でサブタイトルが発表されるだけで、内容についてはいっさい触れられず、音声もない。また、次回予告の直後には「この作品はフィクションであり、登場する人物や、地名、学校名は架空のものであります。」というテロップが流れていた。

## スタッフ
主なスタッフはTVアニメ版とOVA版で共通。
- 原作 - オーバーフロー
- 監督 - 元永慶太郎
- シリーズ構成 - 上江洲誠
- キャラクターデザイン、総作画監督 - ごとうじゅんじ
- プロップデザイン - 岩畑剛一
- 美術監督 - 河野次郎、鈴木恵美
- 色彩設計 - 鈴城るみ子
- 撮影監督 - 沢直人
- 編集 - 櫻井崇
- 音響監督 - 蝦名恭範
- 音楽 - 大久保薫
- プロデューサー - 伊藤誠、後藤政則、小池克実
- アニメーション制作 - ティー・エヌ・ケー
- 製作 - School Days製作委員会（マーベラスエンターテイメント、エイベックス・エンタテインメント、ランティス、ポニーキャニオンエンタープライズ）

## 各話リスト
※各話のサブタイトルは、原作と同じくBパート終了後に表示される。
| 話数 | サブタイトル   | 脚本                | コンテ         | 演出       | 作画監督                | エンディング曲                          | 収録DVD |
| ---- | -------------- | ------------------- | -------------- | ---------- | ----------------------- | --------------------------------------- | ------- |
| 1    | 告白           | 上江洲誠            | 元永慶太郎     | 元永慶太郎 | ごとうじゅんじ          | ウソツキ                                | 第1巻   |
| 2    | 二人の距離     | 日暮茶坊            | こでらかつゆき | 喜多幡徹   | 李政權                  | 愛のカケラ                              | 第1巻   |
| 3    | すれ違う想い   | 秋月ひろ            | 阿宮正和       | 阿宮正和   | 中島美子                | ワルツ                                  | 第2巻   |
| 4    | 無垢           | 名田ユタカ          | 金澤勝眞       | 清水一伸   | 村山公輔                | 記憶の海                                | 第2巻   |
| 5    | 波紋           | 日暮茶坊 上江洲誠   | 久保太郎       | 久保太郎   | 清水勝祐                | Look at me                              | 第3巻   |
| 6    | 明かされた関係 | 秋月ひろ            | 田中宏紀       | 四辻たかお | 田中基樹                | 涙の理由                                | 第3巻   |
| 7    | 前夜祭         | 秋月ひろ            | 則座誠         | 則座誠     | 竹腰充保                | 記憶の海                                | 第4巻   |
| 8    | 学祭           | 名田ユタカ          | こでらかつゆき | 吉田俊司   | 内原茂                  | ウソツキ                                | 第4巻   |
| 9    | 後夜祭         | 名田ユタカ 上江洲誠 | 中村憲由       | 阿宮正和   | 中島美子                | あなたが…いない -remix ver.-            | 第5巻   |
| 10   | 心と体         | 秋月ひろ 上江洲誠   | 渡邊哲哉       | 渡邊哲哉   | 李政權                  | 涙の理由                                | 第5巻   |
| 11   | みんなの誠     | 秋月ひろ 上江洲誠   | 金澤勝眞       | 清水一伸   | 村上真紀 服部憲知       | ワルツ                                  | 第6巻   |
| 12   | スクールデイズ | 秋月ひろ 上江洲誠   | 元永慶太郎     | 元永慶太郎 | ごとうじゅんじ 田中基樹 | Still I love you 〜みつめるよりは幸せ〜 | 第6巻   |

## 放送局
地上波各局については第12話(最終話)が放送中止となったため、第11話までの放送期間を記載している。
| 放送期間                | 放送時間                     | 放送局     | 対象地域 | 備考                          |
| ----------------------- | ---------------------------- | ---------- | -------- | ----------------------------- |
| 2007年7月4日 - 9月12日  | 水曜 2:15 - 2:45（火曜深夜） | tvk        | 神奈川県 | 独立局                        |
| 2007年7月5日 - 9月13日  | 木曜 2:00 - 2:30（水曜深夜） | チバテレビ | 千葉県   | 独立局                        |
|                         | 木曜 3:28 - 3:58（水曜深夜） | テレビ愛知 | 愛知県   | テレビ東京系列                |
| 2007年7月6日 - 9月14日  | 金曜 2:00 - 2:30（木曜深夜） | テレ玉     | 埼玉県   | 独立局                        |
| 2007年7月7日 - 9月15日  | 土曜 4:05 - 4:35（金曜深夜） | テレビ大阪 | 大阪府   | テレビ東京系列                |
| 2007年7月12日 - 10月1日 | 木曜 10:30 - 11:00           | AT-X       | 日本全域 | CSチャンネル リピート放送あり |

### 最終話の放送休止
最終話（第12話）は公式な発表こそ行われなかったものの、最速局のtvkでの放送日である2007年9月19日未明（9月18日深夜）の前日に当たる9月18日未明に発生した京田辺警察官殺害事件の影響により地上波の全局で放送が休止され、そのまま実質上の打ち切りとなった。その際、マスコミにも大きく取り上げられたため、その内容が話題となった
。
tvkでは最終話の差し替え番組として紀行番組が放送されたが、その中でソグネ・フィヨルドを航行していたフェリーのキャプチャ画像が英語圏の匿名掲示板「4chan」へ投稿されて「Nice boat.」というコメントが付いたことが話題となり、Yahoo! JAPANの時事ワードランキング（2007年9月13日 - 9月23日）で第10位に、未来検索ブラジルの『ネット流行語大賞 2007』（2007年12月14日）で第5位にそれぞれランキングされた。これを受け、オーバーフローは2007年冬のコミックマーケット（以後、「コミケ」と表記）73で、「Nice boat.」を自社ブース名として使用している。なお、その際には自社ブースでごとうじゅんじによる18禁同人誌『無料配布Days』が商品購入者へ先着順で無料配布された。詳細はSchool Days#備考を参照。
地上波の1週間遅れで放送中だったAT-Xでは、朝帯や昼帯の放送分は第11話の再放送へ差し替えられたうえ、夜間帯のみの放送となった。また、同日には秋葉原UDXでオーバーフロー主催の試写会も行われた。これには当初、「未開封の『School Days』か『Summer Days』を持参する」という参加条件が告知されていたが、参加希望者やファンから批判の声が相次いだため、「開封済商品持参でも参加可能」と変更された。
こういった話題が生まれた最終話について、言葉の担当声優の岡嶋妙は「こんな結末ですけど、やってて楽しかった」、世界の担当声優の河原木志穂は「平川さん（主人公・伊藤誠役）の死にっぷりが素敵で、そのおかげでテンションがすごく上がった」とそれぞれ述べている。
この事例を分析した、社会学の学術研究も存在する。また、月刊アフタヌーン2011年5月号の漫画『げんしけん』では登場人物が本作のコスプレを行う上、「Nice boat.」がセリフに登場する。
その後は目立った動きはなかったが、2011年12月27日には『ニコニコ生放送』でネット配信イベント『【R-18】ニコニコアニメスペシャル DVD版「School Days」一挙放送』が行われた。DVD版マスターを用いてのネット配信や全12話完全放送、そして18禁指定は、今回が初である。そういった要素に加え、運営も上記の「Nice boat.」やそのアスキーアートをコメントに用いたことから大反響を呼び、来場者数は25万人超、コメント数は1,041,936を記録した。イベント終了後には『SHINY DAYS』の宣伝生放送が行われ、メイザーズぬまきちが出演した。

## 使用楽曲
イノセント・ブルー
作詞 - REM / 作曲・編曲 - 橋本彦士 / 歌 - DeviceHigh
第2話〜第11話オープニングテーマ
ウソツキ
作詞・作曲 - rino / 編曲 - 大久保薫 / 歌 - CooRie
第1話・第8話エンディングテーマ
愛のカケラ
作詞・歌 - 橋本みゆき / 作曲 - 福本公四郎 / 編曲 - 近藤昭雄
第2話エンディングテーマ
ワルツ
作詞・歌 - いとうかなこ / 作曲・編曲 - 前澤寛之
第3話・第11話エンディングテーマ
記憶の海
作詞・歌 - yozuca* / 作曲・編曲 - 岡ナオキ
第4話・第7話エンディングテーマ、第6話挿入歌
Look at me
作詞・作曲・歌 - YURIA / 編曲 - chokix
第5話エンディングテーマ
涙の理由
作詞 - 江幡育子 / 作曲・編曲 - 飯塚昌明 / 歌 - 栗林みな実
第6話・第10話エンディングテーマ、第5話・第11話挿入歌
Let me Love you
作詞・歌 - 桃井はるこ / 作曲 - 太田雅友 / 編曲 - 大久保薫
第9話・第10話挿入歌（リミックス版を使用）
あなたが…いない
作詞 - 江幡育子 / 作曲・編曲 - 飯塚昌明 / 歌 - 栗林みな実
第9話エンディングテーマ
Still I Love You 〜みつめるよりは幸せ〜
作詞 - KIRIKO / 作曲・編曲 - HIKO / 歌 - KIRIKO
第12話エンディングテーマ
二人のクリスマス
作詞 - WHITE-LIPS / 作曲 - Manack / 歌 - rino
第11話・第12話挿入歌
悲しみの向こうへ
作詞・作曲 - KIRIKO / 編曲 - HIKO / 歌 - いとうかなこ
第12話挿入歌

## 評価・反響
アニメキャラクター事典サイトである「キャラペディア」が2015年に行った「アニメファンが選ぶ『早く別れて欲しいアニメ・漫画のカップル』TOP10」アンケートでは、「伊藤誠 & 桂言葉」が第4位、「伊藤誠 & 西園寺世界」が第9位となった。また、同サイトによる「アニメファンが選ぶ『最終回にもっとも衝撃を受けたアニメ・漫画』TOP20」では、第1位の『コードギアス 反逆のルルーシュ』に次いで本作が第2位となった。
2016年4月2日にフジテレビの土曜プレミアム枠で放送された、単発バラエティ番組『有名人が初めて話します！とっておきランキング ここでしか聞けないヒミツの話30連発』では、市川紗椰のプレゼンコーナー「アニメ女子が選ぶラストが衝撃！切なすぎるアニメランキングベスト3」で第1位の『伝説巨神イデオン』と第3位の『無敵超人ザンボット3』と並び、本作が第2位として紹介され、最終回の一部シーンが使用された。この放送によって本作のタイトルがTwitterのトレンドに入るなど話題になったことについて、オーバーフローは公式Twitterで改めて原作シリーズについての説明を行い、ごとうじゅんじも自身のTwitterでこのことを取り上げた。
アニメや漫画に関するニュースやレビューをまとめたイギリスのウェブサイト・UK Anime Networkにおいて、編集長のAndy Hanleyはテレビアニメシリーズに対し10点中7点を付けた。さらに「高校での恋愛ものを完全に覆した内容で、不穏で気味が悪い。しかし奇妙にも独自のやり方で視聴者を惹きつける」と評価した。アニメ作品のレビュー・サイトであるTHEM Anime Reviewsでは、レビュワーのTim Jonesがあまり良くない作品を意味する星1つ（満点は5つ）を付け、「度の過ぎた、考えの浅い、薄っぺらな」登場人物を引き合いに出しながら、アニメのスクリーンショットやエピソード・ガイドを閲覧したときには「『School Days』という作品は魅力的に見える」ものの、アニメシリーズは「不快にさせる内容で、ばかげていて、たちが悪い」とし、主人公の誠についてJonesが「今まで観てきたアニメ作品の中で最大級に卑劣なやつの一人に違いない」と言及した。
2015年6月12日、中国の行政部門である文化部（現在の文化観光部）が中国国内で規制する38のアニメ・漫画作品のうち、『School Days』を規制対象の一つとした。
2016年以降、クリスマス期間中にABEMAで全話一挙配信されることが恒例となっている。

## 関連商品

### DVD/BD
マーベラスエンターテイメントより発売。エイベックス・マーケティング・コミュニケーションズが販売を担当。
DVD
各巻ともディレクターズ・カット版と称され、TV放送版よりクオリティ向上や描写解禁を施されたバージョンが収録されているが、第12話が特にその傾向を色濃く出した凄惨な内容であることから、第6巻パッケージには購入者に注意を促す警告シールが貼付された。なお、レンタル版は音声のみの修正となっている。
| 巻数 | 発売日         | 規格品番   | 規格品番   |
| 巻数 | 発売日         | 初回版     | 通常版     |
| ---- | -------------- | ---------- | ---------- |
| 1    | 2007年9月26日  | AVBA-26488 | AVBA-26495 |
| 2    | 2007年10月31日 | AVBA-26489 | AVBA-26496 |
| 3    | 2007年11月28日 | AVBA-26490 | AVBA-26497 |
| 4    | 2007年12月19日 | AVBA-26491 | AVBA-26498 |
| 5    | 2008年1月30日  | AVBA-26492 | AVBA-26499 |
| 6    | 2008年2月27日  | AVBA-26493 | AVBA-26500 |
BD
DVD版全12話と後述のOVA2作品をBD2枚に収録したBD-BOXとして、2013年3月22日に発売。規格品番はAVXA-62281〜2。

### 書籍
School Days -TV Anime- 公式ガイドブック
編集 - ランアンドガン / 発売元 - ジャイブ / ISBN 978-4-86176-462-2
2007年12月1日発売。各話紹介や裏話、考察の他、ごとうじゅんじらスタッフへのインタビューも掲載。

### CD
School Days オリジナルサウンドトラック
発売元 - ランティス
サウンドトラック盤。原作と同名のタイトルで1枚ずつ発売された。
School Days Ending Theme+
発売元 - ランティス
エンディングテーマ及び挿入歌のアルバム。ただし、『二人のクリスマス』『悲しみの向こうへ』『Still I love you 〜みつめるよりは幸せ〜』は未収録。

## 関連作品

### OVA

#### Valentine Days
PS2初回限定版同梱特典OVAとして「Valentine Days」（バレンタインデイズ）のタイトルで特別編が制作された。
本作は、TVアニメ版のパラレルワールドに相当する（ただ、TVアニメ版がクリスマスの時期で終わったのに対し、本作はバレンタインデーの話であるなど、時間的な連続性はある）。内容も、尺こそTV本編の1話分に満たないものの、桂言葉が西園寺世界・清浦刹那・加藤乙女・黒田光・甘露寺七海・桂心と仲良く温泉に浸かっていたり、誠を巡る応酬がラブコメディ仕立てであるなど、至って明るめな内容となっている。
| 話数      | サブタイトル   | 脚本               | 絵コンテ | 演出       | 作画監督                       | マヨちゃんデザイン |
| --------- | -------------- | ------------------ | -------- | ---------- | ------------------------------ | ------------------ |
| PS2版特典 | Valentine Days | 秋月ひろ、上江洲誠 | 葛谷直行 | 元永慶太郎 | 野口孝行、石橋有希子、北野幸広 | 西E田              |

あらすじ
年明けの山間の温泉宿。そこで、誠・世界・言葉・刹那・乙女・光・七海・澤永泰介・心は、年内とは異なる穏やかな時間を過ごしていた。その後日、ファミレス「ラディッシュ榊野町店」で世界・刹那・乙女・光・七海の間に、桂家で言葉と心の間に、バレンタインデーの話がそれぞれ持ち上がる。
そして2月14日。夕暮れの榊野学園で、乙女を皮切りに誠争奪戦の火蓋が切られた。世界や言葉も加わった危険な様相に、誠は泰介への告白を準備していた光を弾き飛ばす勢いで3人から逃げ始めるが、大人の色気を醸した水着姿の西園寺踊子や自らをリボンで包んだ心の参戦も災いし、校舎屋上へ追いつめられる。
まもなく、世界・言葉・乙女の危険なチョコレートを一度に食べさせられて力尽きた誠を余所に、女性陣5人はホワイトデーに期待しながら去っていった。満身創痍となった誠は教室へ逃げ延びるが、刹那から純真な想いを込められた小さなチョコレートをもらえたことに喜んだのも束の間、彼の前には自身より巨大なチョコレートが置かれる。それは、同性愛に目覚めた泰介からのものだった。
楽曲
イノセント・ブルー
作詞 - REM / 作曲・編曲 - 橋本彦士 / 歌 - DeviceHigh
オープニングテーマ
Look at me
作詞・作曲・歌 - YURIA / 編曲 - chokix
挿入歌
hello, my happiness
作詞 - Rita / 作曲 - KIRIKO / 編曲 - HIKO / 歌 - 橋本みゆき
エンディングテーマ

#### マジカルハート☆こころちゃん
番外編OVAが『School Days OVAスペシャル 〜マジカルハート☆こころちゃん〜』のタイトルで2008年3月28日に発売された。世界役の河原木志穂と言葉役の岡嶋妙によるオーディオコメンタリー付きのTVアニメ版ダイジェストなどが特典映像として収録されている。略称は『マジころ』。
原作やTVアニメ版の登場人物とネタを使ったパラレルワールドであり、オーバーフローの2007年エイプリルフール限定公開短編ムービー『特報! マジカルハート☆こころちゃん』を元に制作された。スタッフや声優達がTVアニメ版の制作や収録の最中に話していた小ネタも設定に盛り込まれており、原作のバッドエンドの1つ「鮮血の結末」が巨大なマヨちゃんの必殺技名にされたり、アニメ最終話放送休止の際に話題となった「Nice boat.」がラディッシュ機動部隊の乗るゴムボートの表面に記載されるなど、楽屋オチとして楽しめる内容となっている。
| 話数 | サブタイトル                | 脚本     | 絵コンテ   | 演出 | 作画監督       | ナレーション |
| ---- | --------------------------- | -------- | ---------- | ---- | -------------- | ------------ |
| OVA  | マジカルハート☆こころちゃん | 上江洲誠 | 元永慶太郎 |      | ごとうじゅんじ | 堀内賢雄     |

あらすじ
世界、光、七海、そして心の4人は普段、露出度の高い制服で知られるラディッシュ榊野町店のウェイトレスである。しかし、榊野町店の正体は政府では対応不可な事件に対応するべく組織された民営の匿名防衛サービスであり、店長かつ司令の踊子に率いられるウェイトレス達4人の正体はスーパーコンピュータで選ばれたラディッシュ機動部隊の一員として、普段の制服よりさらに恥ずかしいデザインのパワードスーツを身に纏い、時給750円+危険手当で出動する身であった。
ある日、ドクターSとその部下の田中が散布したゾンビガスによって、榊野ヒルズ商店街の一般市民達がエロエロゾンビと化す。出動したラディッシュ機動部隊は、エロエロゾンビに追いつめられていた乙女や乙女の取り巻き達を救出しようとして窮地に陥るが、そこへ現れたマジカルハートによって救われる。しかし、ドクターSは田中を切ないんだー田中号へ巨大化させ、マジカルハートを圧倒する。
そこへさらに現れたマジカルワードはマジカルハートと共に巨大なマヨちゃんへ合体すると、超必殺技「鮮血の結末」で切ないんだー田中号を撃破する。形勢逆転を重く見たドクターSは捨てゼリフを残し、撤退していくのだった。
楽曲
マジカルハート☆こころちゃんのテーマ
作詞 - 上江洲誠 / 作曲・編曲 - 大久保薫 / 歌 - マジカルハート（亜城めぐ）
オープニングテーマ

#### 登場人物
声優はアニメ版と同様。
伊藤 誠（いとう まこと）
『Valentine Days』でチョコレートを手にした世界・言葉・乙女・西園寺踊子・桂心から追い回される。『マジカルハート☆こころちゃん』では、ラディッシュ機動部隊・ドクターS・マジカルハート・マジカルワードの起こす騒動へ巻き込まれる役に徹している。
西園寺 世界（さいおんじ せかい）
『Valentine Days』にてヒロイン一同で仲良く温泉に浸かったり、チョコレートを手にしながら誠を追い回す。『マジカルハート☆こころちゃん』にはファミレス「ラディッシュ榊野町店」のウェイトレス兼民営の匿名防衛サービス「ラディッシュ機動部隊」のリーダーとして登場し、出動時にはネコ型のパワードスーツを装着するが、皆を率いるには力不足な一面を持つことからも、光や七海には始終突っ込まれている。他、秘密裏に自分だけ時給を上げてもらう等、要領が良く小狡い一面が顕著に描かれている。内緒でラディッシュ機動部隊の一員であることは、誠や泰介は知られていない。
桂 言葉（かつら ことのは）
ゲーム版やテレビアニメ版にない一面が多く描かれている。『Valentine Days』では、温泉で乙女・光・七海と仲良く浸かる一方、自宅で怪しげな材料やチェーンソーを手に誠への隠し味を込めたチョコレートを作る。『マジカルハート☆こころちゃん』では、マジカルワードへ変身する。
マジカルワード
『マジカルハート☆こころちゃん』で言葉が変身した姿。黒と赤で彩られた魔女服を着ている。得物は日本刀。正体は知られていない。
物語終盤にマジカルハートの元へ現れ、彼女と共に呪文を唱えて巨大なマヨちゃんへ合体し、切ないんだー田中号との決戦へ赴く。

清浦 刹那（きようら せつな）
『マジカルハート☆こころちゃん』でドクターSへ変身する。
ドクターS（ドクターエス）
『マジカルハート☆こころちゃん』で刹那が変身した姿。正体は知られていない。田中や多数の戦闘員達を配下に従えて侵略を企む一方、自らの存在を必要悪と認識している。ちなみに、作中のコミカルな台詞の多くは井本恵子のアドリブである。

加藤 乙女（かとう おとめ）
『Valentine Days』で言葉と仲良くなっており、世界達とも一緒に温泉を訪れている。
『マジカルハート☆こころちゃん』では言葉との仲が良い描写こそ無いものの、彼女へのいじめは行っていない。取り巻きと一緒にエロエロゾンビの被害に遭い、服を剥かれている。
黒田 光（くろだ ひかり）
『Valentine Days』で乙女と同様に皆で一緒に温泉へ浸かるなど、言葉との仲は良い。『マジカルハート☆こころちゃん』ではラディッシュ機動部隊の一員として登場し、出動時には彼女達と色違いのパワードスーツを装着する。
甘露寺 七海（かんろじ ななみ）
『Valentine Days』でも『マジカルハート☆こころちゃん』でも言葉と良好な間柄であり、サッパリした姉御肌系の人物となっている。なお、後者ではラディッシュ機動部隊の一員として登場し、出動時には彼女達と色違いのパワードスーツを装着するが、その際には『School Days』の本編や後の『Cross Days』と違って可愛らしいクマの顔が刺繍されたパンティーを穿いていたことが明かされる。
ゲーム版やテレビアニメ版の本編と異なる活躍ぶりについて、たかはし智秋は「私の演じた七海ちゃんは、初めて本編と関われました! 戦隊の中に入れて、よかったなって。ボーイッシュで明るい女の子というのは基本的に変わらないので、そういうところは意識して演じましたね」と述べている。
小渕 みなみ（おぶち みなみ）
『マジカルハート☆こころちゃん』でエロエロゾンビ達に襲われた際、乙女共々夏美や来実以上に衣服を剥かれている。
小泉 夏美（こいずみ なつみ）
『マジカルハート☆こころちゃん』でエロエロゾンビ達に襲われた際、怯えるみなみや来実を余所にバットを手にした乙女と共に自らはモップを手にして身構えるが、結局は全員とも衣服を剥かれて半裸にされている。
『マジカルハート☆こころちゃん』でエロエロゾンビ達に襲われて乙女・みなみ・夏美と共に半裸にされた後、巨大なマヨちゃんに倒された切ないんだー田中号から降り注ぐ鮮血の中を皆で逃げていく。
澤永 泰介（さわなが たいすけ）
『Valentine Days』にて女装が特技であることが明かされている。『マジカルハート☆こころちゃん』ではガスを吸い込んでエロエロゾンビと化し、全裸となって女性陣を追い回す上、正気に戻った後も全裸のままでマジカルハートやマジカルワードの姿に昂奮する。
田中 一郎（たなか いちろう）
『マジカルハート☆こころちゃん』にドクターSの部下として登場し、商店街「榊野ヒルズ商店街」へゾンビガスを散布する。マジカルハートの登場後は、ドクターSの指示で切ないんだー田中号へ巨大化して怪力や光線で周辺を破壊していくが、マジカルハートとマジカルワードの合体した巨大なマヨちゃんに倒される。
西園寺 踊子（さいおんじ ようこ）
声 - 亜城めぐ
『Valentine Days』や『マジカルハート☆こころちゃん』に登場しており、名前が明記されている。前者では世界達に混じって誠を水着姿で誘惑したり、追い回すなどの役回りとなっている。後者では傷跡が目立つ顔でラディッシュ機動部隊の司令を意欲的に務めているが、これは本物ではなく単なる飾りのシールである。
桂 心（かつら こころ）
『Valentine Days』に登場して言葉の怪しげなチョコレート作りに協力したり自らをリボンで包んで誠争奪戦に参加する他、ゲーム版での人気を受けて『マジカルハート☆こころちゃん』のメインヒロインとなっており、ラディッシュ機動部隊の一員として登場。ブカブカなラディッシュの制服姿で社会勉強を頑張る一方、出動時には世界達と色違いのパワードスーツを装着したり、マジカルハートへ変身する。
マジカルハート
『マジカルハート☆こころちゃん』で心が変身した姿。素顔が完全に露出しているなど、明らかに正体を特定できる姿であるが、正体は知られていない。背面へ展開した大きなリボンによって空中を自在に飛行し、得物のロッドを構えて「マジカル引力光線」や「マジカル脳洗浄」などの必殺技を放つ。マジカルワードと共に呪文を唱えることで、巨大なマヨちゃんへ合体することが可能

言葉の父（ことのはのちち）
『Valentine Days』で言葉や心の入っていた温泉だけでなくハワイやドバイの温泉にもコネを持っており、彼女達はそのいずれへもフリーパスで入れる。
エロエロゾンビ
声 - 特別顧問 他
『マジカルハート☆こころちゃん』に登場。ドクターSと田中によって散布されたゾンビガスに感染した一般市民達のなれの果てであり、自我は失われている。目は白目を剥いて肌は灰色となっているが、ゾンビの行動の定番である人肉食は一切行わず、多数で美少女へ抱き付いたり衣服を剥くなどの痴漢行為に走る。
なお、これに先んじてテレビアニメ版では、学園祭の催事「ゾンビ喫茶」でゾンビに扮した生徒達が登場するが、こちらの声も特別顧問達が担当している。
マヨちゃん
声 - 無し / 宇和川恵美
『マジカルハート☆こころちゃん』に登場する、巨大なキャラクター。本作の他、デイズシリーズの随所にも等身大の着ぐるみなどが登場するが、本来はオーバーフローのマスコットキャラクターであり、キャラクターデザインは西E田によるものである。
『マジカルハート☆こころちゃん』では、マジカルワードとマジカルハートが共に得物を掲げながら呪文を唱えて巨大なマヨちゃんへ合体するという設定になっているが、実際には呪文が唱えられた後に海と山から出現した2つの光球が空中で合体し、巨大なマヨちゃんへ変形する。その操縦席では、全裸となって搭乗したマジカルワードとマジカルハートの乳首が、それぞれケーブルによって周囲と接続されている。切ないんだー田中号との戦闘では巨体を活かした肉弾戦を行う他、空中から召喚した巨大なチェーンソーを振るって相手を一刀両断にする超必殺技「鮮血の結末」を使う。

### インターネットラジオ
『Radio School Days』のタイトルで、TVアニメ版の放送開始に先立ち、2007年6月26日よりランティスウェブラジオと音泉にて配信された。全40回。パーソナリティは西園寺世界役の河原木志穂と桂言葉役の岡嶋妙。テーマ曲はアニメ版やOVA『Valentine Days』のオープニングでも使用されているイノセント・ブルーである。
- 配信期間 - 2007年6月27日 - 2008年3月28日
- 配信サイト - ランティスウェブラジオ・音泉
- 配信曜日 - 毎週金曜日（音泉では翌週水曜日）
- ファイル種類 - Windows Media Audio (asx) ・RealAudio (.smi)

提供コールはないが、エイベックス・エンタテインメントとランティスのCMが流れる。

#### コーナー
第3回からは、パーソナリティの心を動かす投稿に対して、「School Daysグッズ」（主にたわし）が贈呈されることになった。
ふつおた
アニメやラジオの感想・質問から日常の出来事まで。
TVアニメ版のDVD初回限定版に同梱されている「出張版」では、各2話ずつに収録されている内容に関するネタバレが含まれている。
みんなのSchool Days
学校での思い出、学校での出来事など、学校にまつわる話題を語るコーナー。
誠の国から
恋人への別れの切り出し方をおもしろおかしく語るコーナー。
行列のできる妄想恋愛相談室
「もし、こんなシチュエーションが起こったら」という妄想をもとに恋愛相談をするコーナー。

#### ゲスト
ラジオの他にDVDの特典などに出演経験がある
- 井本恵子（清浦刹那役）・（#7、#8、DVD第3巻特典『補習ディスク三時間目』、PS2限定版特典『出張版〜ここはスクイズ おもいッきりCD〜』、ラジオCD Vol.3「二組以上の落下傘部隊」）
- 平川大輔（伊藤誠役）・（#9、#10、#31、#32、#38、#39、DVD第1〜5巻特典『補習ディスク一〜五時間目』、ラジオCD Vol.3「二組以上の落下傘部隊」）
- 松本吉朗（澤永泰介役）・（#9、#10、#39、DVD第2巻特典『補習ディスク二時間目』、DVD第4巻特典『補習ディスク四時間目』、DVD第6巻特典『補習ディスク六時間目』）
- たかはし智秋（甘露寺七海役）・（#37、#38、ラジオCD Vol.2「二組だけの社会科見学」）
- 亜城めぐ（桂心役）・（#21、#22、#25、ラジオCD Vol.3「二組以上の落下傘部隊」）

ラジオには出演していないが、DVDの特典などの出演経験がある
- 永見はるか（加藤乙女役）・（DVD第5巻特典『補習ディスク五時間目』、ラジオCD Vol.1「二組だけの体育祭」）
- 田中涼子（黒田光役）・（DVD第6巻特典『補習ディスク六時間目』、ラジオCD Vol.1「二組だけの体育祭」）
- 栗林みな実（小渕みなみ役。原作・TVアニメ版エンディングテーマ担当）・（ラジオCD Vol.2「二組だけの社会科見学」）

ラジオのみ出演経験がある
- 千々和竜策（駅アナウンス、田中一郎役）・（#25、#26）
- yozuca*（原作・TVアニメ版エンディングテーマ担当）・（#31、#32）
- rino (CooRie)（TVアニメ版エンディングテーマ担当）・（#31、#32）
- 伊藤誠（プロデューサー）・（#39（#33ではメールが紹介された））

その他（一般メールとして番組中に紹介された）
- 酒月ほまれ（漫画版作画）・ (#13)
- ごとうじゅんじ（キャラクターデザイン、総作画監督）・ (#15)
- メイザーズぬまきち（オーバーフロー代表）・ (#35)

### 携帯アプリ
『スクールデイズ麻雀』のタイトルで、i-mode公式サイト「萌きゅあっと」内にて2008年6月26日より配信が開始された、2人打ち麻雀ゲーム。ウインライトが制作を、オーバーフローが監修を担当している。原作ではなくTVアニメ版を原作としているため、ここに記述する。
「世界編」と「言葉編」の2種類があり、利用料金はそれぞれ315円。「相手に鳴かれる」「捨て牌がダブる」「先に立直される」など不利な状況になると「ヤンデレゲージ」が増加し、それが最大に達すると「ヤンデレモード」が発動。この状態で和了すると、役や得点に関係なく和了した方が勝つという、「FATAL FINISH（フェイタルフィニッシュ）システム」が搭載されている。

### 書籍
School Days -TV Anime- イノセント・ブルー
著 - 秋月ひろ / 発売元 - ジャイブ / ISBN 978-4-86176-505-6
2008年4月28日発売。TVアニメ版のノベライズ。
西園寺世界、桂言葉の両ヒロインの視点から描かれた物語。劇中では伝わりづらかった2人の心情が明らかとなっている。
上記の性質上、TVアニメ版で誠のみが関わるイベントは描かれていない。

### ドラマCD
School Days DRAMA CD Vol.1 ヒ・ミ・ツの花園
発売元 - ランティス
ドラマCD。定期試験へ向けた勉強会のために、清浦家を世界・甘露寺七海・光、そして言葉が訪れる。言葉のセリフから時間軸はTVアニメ版第2話以降であることが窺えるが、刹那・七海・光の3人が誠と言葉の関係をこの話の中で知るという展開がTVアニメ版本編と矛盾するため、設定上ではパラレルワールドと見なされている。
声優陣はTVアニメ版と同じ。また、TVアニメ版本編では未登場だった伊藤止が登場している。
School Days DRAMA CD Vol.2 恋のノ・ウ・ハ・ウ
発売元 - ランティス
ドラマCD。Vol.1では世界の視点で進められたが、Vol.2では言葉の視点で物語が進められる。また、このCDから言葉の妹の桂心が登場している。
ラジオCD「Radio "School Days" CD Vol.1 二組だけの体育祭」
2007年11月21日発売。0 - 13回放送分をmp3データに再編集したデータCDと「二組だけの体育祭」というタイトルのオーディオCDを収録した2枚組。オーディオCDである特別版のゲストは、永見はるかと田中涼子。
リリース紹介を行う際には、河原木志穂が「メインがデータCDでオーディオCDはオマケ」と語っていた。また、河原木志穂が「2枚組」と語った際には、岡嶋妙が「ガッカリだ」と呟っていた（理由は不明）。
ラジオCD「Radio "School Days" CD Vol.2 二組だけの社会科見学」
2008年2月6日発売。14 - 26回放送分をmp3データに再編集したデータCDと「二組だけの社会科見学」というタイトルのオーディオCDを収録した2枚組。オーディオCDのゲストは、たかはし智秋と栗林みな実。
ラジオCD「Radio "School Days" CD Vol.3 二組以上の落下傘部隊」
2008年5月21日発売。27 - 39回放送分をmp3データに再編集したデータCDと「二組以上の落下傘部隊」というタイトルのオーディオCDを収録した2枚組。ラジオCDの完結編である。オーディオCDのゲストは、井本恵子・亜城めぐ・平川大輔。

#### 登場人物
清浦 舞（きようら まい）
声 - 夏海萌
ドラマCD『Little Promise』に登場。
大隈 二喜（おおくま にき）
声 - 佐藤由衣
ドラマCD『Little Promise』に登場する。
松方 昇（まつかた のぼる）
声 - YUU
姓の由来 - 松方正義。
ドラマCD『Little Promise』に登場する。かつて世界と同じアパートに住んでいた、中学生の少年。趣味はテレビゲームと写真撮影。幼少期の世界や刹那と親しくなり、後に刹那の人生に大きな影響を与える。とある理由から外出できない身であるが、事情を知らない世界には「ヒッキー」と呼ばれている。